# Anthony Kennedy
Anthony McLeod Kennedy (Sacramento, Califòrnia, Estats Units, 23 de juliol de 1936) és un jutge associat del Tribunal Suprem dels Estats Units. El president Ronald Reagan el va nomenar al Tribunal Suprem el 1987 i va prendre possessió el 18 de febrer de 1988. Des de la jubilació de Sandra Day O'Connor el 2006, ha estat el vot decisiu en força decisions 5-4 del tribunal Roberts.
Nascut a Sacramento, Califòrnia; Kennedy va fer-se càrrec del bufet del seu pare a Sacramento després de graduar-se de Harvard Law School. El 1975 el president Gerald Ford va nomenar Kennedy al tribunal d'apel·lació dels Estats Units pel novè circuit. El novembre de 1987, després de dos intents fallits de nomenar un successor del jutge associat Lewis F. Powell Jr., el president Reagan va nomenar Kennedy al Tribunal Suprem. Kennedy va obtenir una confirmació unànime del Senat dels Estats Units el febrer de 1988. Kennedy va esdevenir el jutge associat més veterà del Tribunal Suprem després de la mort d'Antonin Scalia el febrer de 2016.
Ha escrit l'opinió de la majoria en força casos importants, incloent-hi Boumediene v. Bush i Citizens United v. FEC. Kennedy va escriure en part l'opinió de la majoria a Planned Parenthood v. Casey. També és conegut per les opinions de la majoria en casos de referències dels drets dels homosexuals: Romer v. Evans, Lawrence v. Texas, United States v. Windsor i Obergefell v. Hodges.
El 27 de juny de 2018 va anunciar la seva jubilació del Tribunal Suprem amb efectes el 31 de juliol.

## Primers anys de la seva vida i educació
Kennedy va néixer en el si d'una família catòlica irlandesa a Sacramento, Califòrnia. Era fill d'Anthony J. Kennedy, advocat amb una reputació d'influència a la Legislatura Estatal de Califòrnia, i de Gladys (McLeod de soltera), que participava en moltes activitats cíviques locals. Com a noi, Kennedy va entrar en contacte amb polítics prominents de l'època, com ara el governador de Califòrnia i futur Cap de la Justícia dels Estats Units Earl Warren. Va treballar com a patge al Senat Estatal de Califòrnia quan era jove. Va assistir a la C. K. McClatchy High School, d'on es va graduar com a estudiant amb honors el 1954.
Kennedy va assistir a la Universitat Stanford, i se'n va graduar amb un grau Bachelor of Arts en ciències polítiques el 1958, després de passar el seu últim any a la London School of Economics. Després va assistir a Harvard Law School, d'on es va graduar amb un Bachelor of Laws cum laude el 1961.

## Inicis professionals
Kennedy va estar en un bufet privat a San Francisco des de 1961 a 1963. El 1963, després de la mort del seu pare, va prendre el control del bufet d'aquest a Sacramento, que va gestionar fins al 1975. Des de 1965 fins a 1988, va ser professor de dret constitucional a McGeorge School of Law a la Universitat del Pacífic. Va continuar ensenyant estudiants de dret a seminaris de les sessions d'estiu europees de McGeorge a Salzburg, Àustria. Continua sent el membre actiu de la facultat més antic de McGeorge.
Durant el seu temps com a professor de dret i advocat a Califòrnia, va ajudar el governador de Califòrnia Ronald Reagan a redactar una proposició de taxes estatals.
Kennedy ha ocupat diversos càrrecs durant la seva carrera, incloent-hi a la California Army National Guard el 1961 i a la junta del Federal Judicial Center des del 1987 al 1988. També va servir en dos comitès de la Judicial Conference of the United States: l'Advisory Panel on Financial Disclosure Reports and Judicial Activities (posteriorment re-anomenat Advisory Committee on Codes of Conduct) des del 1979 al 1987 i el Committe on Pacific Territories des del 1979 al 1990, que va presidir des del 1982 fins al 1990.
El 3 de març de 1975, per recomanació de Reagan, el president Gerald Ford va nomenar Kennedy pel tribunal d'apel·lació dels Estats Units pel novè circuit que havia estat ocupat per Charles Merton Merrill. Kennedy va rebre la confirmació unànime del Senat dels Estats Units el 20 de març i va ser nomenat el 24 de març de 1975.

## Nominació al Tribunal Suprem

El president Reagan reunit amb Kennedy al Despatx Oval l'11 de novembre de 1987.

L'11 de novembre de 1987 el president Reagan va nomenar Kennedy per la vacant deixada per Lewis F. Powell Jr. al Tribunal Suprem, que va anunciar la seva jubilació a finals de juny. Reagan va nomenar Kennedy després de les nominacions fallides de Robert Bork, que va ser nomenat el juliol però rebutjat pel Senat el 23 d'octubre, i Douglas Ginsburg, que va retirar el seu nom de consideració el 7 de novembre després d'admetre haver utilitzar cànnabis. Kennedy va ser doncs sotmès a una investigació exhaustiva sense precedents del seu passat, que va superar fàcilment.

En una discrepància del novè circuit que Kennedy va escriure abans d'unir-se al Tribunal Suprem, va criticar la policia per subornar una criatura per tal que els ensenyés on la seva mare amagava les drogues. Tenint en compte aquesta conducta ofensiva i destructiva de la família, Kennedy va escriure que "la indiferència a la llibertat personal no és res més que el precursor de l'hostilitat de l'estat envers aquesta." Això no obstant, Kennedy havia escrit un article l'any precedent sobre contenció judicial, i es va llegir el següent fragment en veu alta durant la seva audiència de confirmació:
Hom pot arribar a la conclusió que certs drets essencials, o fonamentals, haurien d'existir en qualsevulla societat justa. Això no implica que cadascun d'aquests drets essencials siguin tals que nosaltres com a jutges puguem fer complir segons la Constitució escrita. La Clàusula del Procediment Degut no és una garantia de cada dret que hauria de ser intrínsec d'un sistema ideal. Alguns argumenten que una societat justa garanteix el dret a participar en conductes homosexuals. Si aquest parer és acceptat, la decisió Bowers en efecte diu que l'Estat de Geòrgia té el dret a prendre una mala decisió- dolenta en el sentit que viola l'opinió d'algunes persones dels drets d'una societat justa. Podem ampliar que dir lleugerament que el dret de Geòrgia d'equivocar-se en assumptes no controlats específicament per la Constitució és un component necessari del seu procés polític. Els seus ciutadans tenen la llibertat política de dirigir el procés governamental de presa de decisions que puguin ser errònies en un sentit ideal, subjectes a correcció en el procés polític ordinari.
Kennedy va dir sobre Griswold v. Connecticut, un cas sobre privadesa en l'ús de contraceptius, "crec realment que caldria marcar un límit i no parlar sobre el cas Griswold, tant dels raonaments com del resultat." També va comentar que "una zona de llibertat, una zona de protecció, una línia que es dibuixi on l'individu pot dir al Govern: 'A partir d'aquesta línia no pot passar.' "
Les seves audiències davant del comitè judicial del Senat va començar el 14 de desembre, i van durar només tres dies consecutius. Quan el Senat va votar-ne la nominació, va rebre suport dels dos partits. Maureen Hoch de la PBS va escriure que "havia navegat virtualment el procés de confirmació i era vist tant per conservadors com per liberals com equilibrat i just". El Senat el va confirmar el 3 de febrer de 1988, amb una votació de 97-0. Absents de la votació hi havia tres demòcrates: Paul Simon i Al Gore, que estaven en campanya, i Joe Biden, que estava malalt. El Fiscal General Edwin Meese va presentar-ne la carta patent al Tribunal en la cerimònia d'investidura el 18 de febrer de 1988.

## Període al Tribunal Suprem

### Jurisprudència
Malgrat ser nomenat per un president republicà, Kennedy no és fàcilment classificable. Ha tingut tendència a mirar els casos individualment en comptes de decidir la seva posició a partir d'una ideologia rígida. Com Kennedy va dir en una reunió amb els seus assistents legals, "sempre intentàvem encertar-la". El comentarista conservador George Will i el professor de Georgetown University Law Center Randy Barnett haurien descrit la jurisprudència de Kennedy com "llibertari", encara que altres estudiosos en discrepen.
Kennedy i Sandra Day O'Connor van ser els vots decisius en bastants decisions 5-4 i 6-3 als tribunals Rehnquist i Roberts. En temes de religió, fa una lectura menys separacionista de la Clàusula d'Establiment que la que feia O'Connor, afavorint el "test de coerció" que va detallar a County of Allegheny v. ACLU. També va proveir una opinió al cas Town of Greece v. Galloway, concluent "La ciutat de Greece no viola la clàusula d'establiment de la primera esmena quan comença les reunions amb pregària sectària que concordi amb la tradició americana i no coerceixi els no participants a participar-hi."
Kennedy ha donat suport a afegir substància a l'interès "llibertat" protegit per la clàusula del procediment degut de la catorzena esmena, cosa que vol dir que en principi dona suport al dret constitucional a l'avortament encara que ha votat per mantenir diverses restriccions a aquest dret, incloent lleis per a prohibir avortaments de naixement parcial. És "dur amb el crim" i s'oposa a la creació de restriccions constitucionals a la policia, especialment en casos de la quarta esmena amb cerques de drogues il·legals involucrades, encara que hi ha algunes excepcions, com ara la seva concurrència a Ferguson v. City of Charleston. També té una ampla visió en la protecció constitucional de la llibertat d'expressió sota la primera esmena, anul·lant una llei del Congrés prohibint la pornografia infantil virtual en la decisió de 2002, Ashcroft v. ACLU.

#### Avortament
A Hodgson v. Minnesota (1990), Kennedy va defensar una restricció en l'avortament de menors que requeria que els dos pares fossin notificats del procediment.
El 1992 es va unir a la pluralitat d'opinió a Planned Parenthood v. Casey (1992), que va reafirmar en principi (encara que sense gaire detalls) la decisió de Roe v. Wade reconeixent el dret a avortar sota la Clàusula del Procediment Degut de la catorzena esmena. La pluralitat d'opinió, signada conjuntament per tres jutges nomenats per Ronald Reagan i George H. W. Bush, va provocar una tempesta de crítiques de conservadors. Kennedy havia afirmat tan aviat com el 1989 que, per tal de respectar el precedent, podria no votar per derogar Roe. Segons coneixedors del tribunal, Kennedy aparentment havia considerat derogar Roe però al final havia decidit mantenir les restriccions tot i afirmant el precedent de Roe.
En casos posteriors d'avortaments, es va evidenciar que Kennedy creia que Casey havia limitat Roe i va permetre més restriccions. A causa de la composició modificada del Tribunal sota el president Clinton, Kennedy ja no era el cinquès vot per revocar restriccions a l'avortament. Per tant, O'Connor va esdevenir la jutgessa que definia el significat de Casey en els casos subseqüents, mentre que Kennedy va quedar relegat a dissentiments en què buscava explicar què pensava que significava Casey. Per exemple, Kennedy va dissentir en el vot de l'any 200 a Stenberg v. Carhart, que va revocar lleis criminalitzant l'avortament de naixement parcial.
Després dels nomenaments judicials del president George W. Bush, Kennedy va tornar a esdevenir el cinquè vot necessari per revocar restriccions a l'avortament. Com que la concepció del dret a l'avortament de Kennedy és més restrictiva que la d'O'Connor, això va portar a una Cort lleugerament més favorable de les restriccions a l'avortament després de 2006. Kennedy va escriure l'opinió de la majoria a Gonzales v. Carhart el 2007, que mantenia que una llei federal que criminalitzés l'avortament de naixement parcial no violava Casey perquè no imposava un "obstacle innecessari". La decisió no va anul·lar expressament Stenberg, tot i que alguns comentaristes van interpretar que tenia aquest efecte.

#### Drets dels homosexuals i homosexualitat
El concepte de llibertat de Kennedy ha inclòs proteccions per l'orientació sexual. Tan aviat com el 1980, el llavors jutge Kennedy especulava sobre si algun comportament homosexual estava protegit constitucionalment. Va escriure l'opinió de la Cort en el cas de 1996 Romer v. Evans, invalidant una normativa de la Constitució de Colorado denegant als homosexuals el dret a presentar denúncies per discriminacions locals. El 2003 va escriure l'opinió de la Cort a Lawrence v. Texas, que va invalidar les lleis criminals contra la sodomia homosexual sobre la base de la Clàusula de Procediment Degut de la Constitució dels Estats Units, anul·lant la decisió anterior de la Cort el 1986 Bowers v. Hardwick. En ambdós casos, va donar suport als membres més liberals de la Cort. La decisió a Lawrence també va citar de manera controvertida lleis estrangeres, específicament unes promulgades pel Parlament del Regne Unit i una decisió de la Cort Europea de Drets Humans, justificant en part el resultat.
En el cas de 2010 Boy Scouts of America v. Dale, Kennedy va votar amb 4 jutges més per mantenir el dret organitzatiu dels Boy Scouts of America a prohibir els homosexuals ser líder Scout.
El 19 d'octubre de 2009 Kennedy va impedir temporalment a oficials de l'estat de Washington divulgar el nom dels signants demanant una proposta de llei de referèndum que derogaria la llei de drets homosexuals de parelles de fet però es va unir a la subsegüent decisió majoritària a Doe v. Reed, que afirmava que la llei de Washington permetent la divulgació de les signatures era constitucional però va re-enviar l'assumpte a una cort inferior per determinar si la divulgació d'aquestes signatures de la petició era constitucional.
Al cas de 2010 Christian Legal Society v. Martinez, la Cort va mantenir que la política d'una facultat de dret pública requerint que tota organització estudiantil havia d'admetre qualsevol estudiant era inconstitucional. La Christian Legal Society volia una exempció a la política perquè l'organització no acceptava estudiants basant-se en la religió o l'orientació sexual. Hastings College of Law va rebutjar concedir l'exempció. La Cort va trobar que la política de Hastings era raonable i d'un punt de vista neutral. Kennedy va escriure una concurrència unint-se a la majoria.
El 4 d'agost de 2010, Dahlia Lithwick va escriure sobre la decisió del jutge Vaughn R. Walker que derogava la proposició 8 de Califòrnia que prohibia el matrimoni homosexual, Walker "no és Anthony Kennedy. Però quan arriba l'hora de la veritat, certament sap com escriure com ell. Compto - en la seva opinió avui - set cites de l'opinió del jutge Kennedy de Romer v. Evans el 1996... i vuit cites de la decisió de 2003 Lawrence v. Texas... en una decisió impactant aquesta tarda ... Walker ha trepitjat amb força el camí que Kennedy ha obert en drets dels homosexuals." L'endemà, Lithwick va dir a Good Morning America d'ABC "La decisió de Walker que la prohibició de matrimonis homosexuals de Califòrnia és inconstitucional està dirigida a un home: el jutge Anthony Kennedy."
El 26 de juny de 2013, la secció 3 de la Defense of Marriage Act va ser declarada inconstitucional a United States v. Windsor. En l'opinió de la majoria d'aquest cas, Kennedy va escriure "l'estatut federal és invàlid, ja que cap objectiu legítim invalida la intenció i l'efecte de desacreditar i ferir aquells que l'Estat, a través de les lleis de matrimoni, buscava protegir en qualitat de persona i dignitat. Buscant substituir aquesta protecció i tractant aquelles persones com si visquessin en matrimonis menys respectats que d'altres, l'estatut federal està en violació de la cinquena esmena.

Dos anys més tard, Kennedy va escriure la decisió de la majoria en la votació d'Obergefell v. Hodges, que manté que les parelles del mateix sexe han de poder casar-se per tot el país. L'últim paràgraf de la decisió de Kennedy ha estat feta servir per força parelles en els seus vots matrimonials.
No union is more profound than marriage, for it embodies the highest ideals of love, fidelity, devotion, sacrifice and family. In forming a marital union, two people become something greater than once they were.

#### Pena capital
Conjuntament amb la majoria de la Cort a Atkins v. Virginia i Roper v. Simmons, Kennedy va convenir que l'execució dels discapacitats mentals i aquells menors de 18 anys en el moment del crim era inconstitucional. Tanmateix, a Kansas v. Marsh, va declinar unir-se a la dissensió, que qüestionava la "solvència" en general del sistema existent de pena capital.
El 2008, Kennedy va escriure l'opinió de la majoria a Kennedy v. Louisiana. L'opinió, compartida pels quatre jutges més liberal de la cort, deia "la vuitena esmena impedeix a Louisiana imposar la pena capital per violació infantil quan el crim no ha resultat, i hi ha intencionalitat que acabés, amb la mort de la víctima." L'opinió continuava afirmant que "la cort conclou que hi ha una distinció entre assassinat intencionat de primer grau, per una banda, i delictes sense homicidi contra individus, incloent-hi la violació infantil, per altra banda. Aquests últims delictes poden ser devastadors en els seus efectes, com en aquest cas, però, en termes de depravació moral i d'injúria a la persona i a la gent, no es poden comparar amb assassinat en la seva severitat i irrevocabilitat." L'opinió concloïa que en casos de delictes contra individus "la pena de mort no hauria d'estendre's en instàncies on la víctima no va perdre la vida."

#### Control d'armes
El 26 de juny de 2008, Kennedy va unir-se a la majoria a District of Columbia v. Heller, que va suprimir la prohibició de pistoles al Districte de Colúmbia. Estava en joc si la prohibició de Washington D.C. havia violat el dret a "tenir i dur armes" en prevenir els individus de tenir armes a casa. Kennedy va prendre partit pels conversadors a la Cort, afirmant que la segona esmena reconeixia el dret dels individus de tenir i portar armes. (La decisió va arribar el dia després de la decisió de la Cort a Kennedy v. Louisiana, una decisió sobre la pena capital escrita per Kennedy, on va votar com els jutges liberals). Dos anys més tard, a McDonald v. Chicago, Kennedy es va unir a l'opinió de la majoria afirmant que les proteccions de la segona esmena del dret a tenir i portar armes estan incorporades contra els estats a través de la clàusula del procediment degut de la catorzena esmena.

#### Medi ambient
Kennedy va escriure la decisió de la majoria a Coeur Alaska, Inc. v. Southeast Alaska Conservation Council (2009), que involucrava una empresa minera d'Alaska que plantejava extreure or d'una mina, que havia estat tancada durant dècades, fent servir una tècnica anomenada "flotació d'escuma". Aquesta tècnica produiria aproximadament 4,5 milions de tones de "llot", un producte de rebuig espès barrejat amb elements tòxics com el plom i el mercuri. L'empresa pretenia desfer-se'n en un llac proper, que amb el temps faria disminuir la profunditat del llac en cinquanta peus i inundaria la terra dels voltants amb aigua contaminada. Mentre que la llei federal prohibeix "l'ús de qualsevol riu, llac, rierol o oceà com a sistema de tractament d'aigües", la decisió de Kennedy va afirmar que els contaminants estaven exempts d'aquesta llei sempre que tinguessin "l'efecte de... canviar l'elevació inferior de l'aigua". La jutgessa Ginsburg va discrepar afirmar que tal lectura de la llei federal "forçava credulitat" perquè permetia a "completes categories d'empreses regulades" "guanyar immunitat dels estàndards de control de contaminació".

#### Habeas Corpus
El 12 de juny de 2008, Kennedy va escriure l'opinió de la majoria de 5-4 a Boumediene v. Bush. El cas va desafiar la legalitat de la detenció de Lakhdar Boumediene a la base militar de Guantánamo així com la constitucionalitat de la Military Commissions Act of 2006. Els quatre jutges més liberals van unir-se a Kennedy en trobar que la el dret garantit constitucionalment a habeas corpus s'aplica a les persones retingudes a Guantánamo i a les persones designades com a combatents enemics en aquest territori. També van determina que la Detainee Treatment Act de 2005 no va aconseguir proveir un substitut adequat per l'habeas corpus i que la MCA era una suspensió inconstitucional d'aquest dret.
La Cort també va concloure que els detinguts no són requerits a exhaurir els procediments de revisió al tribunal d'apel·lació abans de buscar exempció habeas a la cort del districte. En aquesta decisió, Kennedy va anomenar el Combatant Status Review Tribunal "inadequat". Va explicar que "per mantenir que les branques polítiques poden activar o desactivar la constitució a voluntat portaria a un règim on ells, no aquesta cort, 'dirien què és la llei.'" La decisió va suprimir la secció set de la MCA però va deixar intacte la Detainee Treatment Act. En un vot concurrent, el jutge Souter va remarcar el fet que els presoners involucrats havia estat empresonats fins a sis anys.

#### Escorcoll nu de detinguts
En un vot 5-4, Florence v. County of Burlington (2012), la Cort Suprema va decidir que els detinguts i admesos a la població penitenciaria general per qualsevol delicte podria ser sotmès a un escorcoll nu sense cap raó per sospitar contraban. Kennedy, amb el suport de l'ala conservadora, va escriure "cada detingut que serà admès a la població general pot ser requerit a sotmetre's a una inspecció visual minuciosa mentre es troba nu," i "imperatius de seguretat indubtables involucrats en supervisió de presons invaliden l'afirmació que alguns detinguts han de ser exempts de procediments de cerca més invasiva en emetre sospites fundades absents d'una arma oculta o algun altre contraban." Segons Kennedy, "els detinguts per delictes menors poden resultar ser els criminals més malèvols i perillosos," i va citar exemples incloent-hi el terrorista d'Oklahoma City Timothy McVeigh i el segrestador de l'11 de setembre, que ambdós foren aturats per violacions de trànsit poc abans de cometre els seus respectius delictes.

#### Super Comitè d'Acció Política
L'opinió de la majoria del jutge Kennedy a Citizens United va trobar que la prohibició BCRA §203 de totes les despeses independents per part d'empreses i sindicats violava la primera esmena de protecció de la llibertat d'expressió. La majoria va escriure: "si la primera esmena té cap força, prohibeix al Congrés multar o empresonar ciutadans, o associacions de ciutadans, per participar simplement en el discurs polític.
L'opinió del jutge Kennedy per la majoria també remarcava que, ja que la primera esmena no feia distinció entre els mitjans de comunicació i les altres empreses, aquestes restriccions permetrien al Congrés suprimir el discurs polític a diaris, llibres, televisions i blocs. La Cort va anul·lar Austin, que havia mantingut que una llei estatal prohibint les empreses d'utilitzar diners de la tresoreria en donar suport o oposar-se a candidats a les eleccions no violava la primera ni la catorzena esmena. La Cort també va anul·lar la part de McConnell que mantenia les restriccions de BCRA en despeses empresarials en "comunicacions electoralistes". La decisió de la Cort, efectivament, va donar a les empreses i sindicats la llibertat de gastar diners tant en "comunicacions electoralistes" com en defensar o oposar-se directament l'elecció de candidats (tot i que no de contribuir directament a candidats o partits polítics).
El 25 d'octubre de 2011, Richard L. Hasen va escriure que en les eleccions de 2012 les super PAC "segurament substituiran els partits polítics com a canals de grans, sovint contribucions secretes, permetent evadir el límit de contribució individual de 2500 dòlars i el límit en contribucions corporatives i sindicals a candidats federals". Segons Hasen, l'increment en super PAC data d'una frase en l'opinió de Kennedy a Citizens United: "Ara concloem que les despeses individuals, incloent-hi aquelles fetes per empreses, no incrementen la corrupció ni l'aparença de corrupció." Kennedy també va escriure en la seva opinió que no estava preocupat per si les despeses més elevades de persones o empreses eren vistes com a portants a corrupció, afirmant "... l'aparença d'influència o accés no causarà que l'electorat perdi la fe en aquesta democràcia."

#### Altres temes
En l'assumpte dels límits de la llibertat d'expressió, Kennedy es va unir a la majoria en protegir la crema de bandera en el cas controvertit Texas v. Johnson (1989). En la seva concurrència, Kennedy va escriure "és punyent però fonamental que la bandera protegeix aquells que la menyspreen.
Kennedy s'ha unit a les majories de la Cort en decisions afavorint els drets estatals i invalidant els programes de discriminació positiva federals i estatals. Va decidir amb la majoria sobre la base de la protecció igual el cas controvertit del 2000 Bush v. Gore que va aturar els recomptes ininterromputs de l'elecció presidencial de 2000 i va acabar el desafiament legal a l'elecció del president George Bush.
En el cas de 2005 Gonzales v. Raich, es va unir als membres liberals de la Cort (i el jutge conservador Scalia) en permetre el govern federal prohibir l'ús de cànnabis medicinal, fins i tot en estats on és legal. Al cap d'unes quantes setmanes, en el polèmic cas Kelo v. City of New London (2005), es va unir amb quatre jutges més liberals en donar suport al poder dels governs locals de prendre propietat privada pel desenvolupament econòmic a través d'expropiacions.
A Norfolk & Western Railway Co. v. Ayers (2003), Kennedy va escriure un dissentiment parcial en què argumentava que els treballadors ferroviaris que havien contret asbestosi a causa de la seva feina no haurien de tenir dret a una recuperació per dolor emocional i patiment pel major risc de càncer.
A Baze v. Rees, Kennedy va tenir un paper decisiu en el resultat de la injecció letal. Alguns corresponsal creien que tenir un paper important, creient que més de dos jutges dissentirien.
Un article del desembre de 2011 al Huffington Post va remarcar que Kennedy va dissentir en la interpretació del dret de la sisena esmena a enfrontar-se a testimonis, on un tècnic de laboratori que va crear un informe forense en un cas era requerit per testificar al judici si se'l cridava. El seu dissentiment, amb el suport de Roberts, Breyer i Alito, al·legava que la norma imposaria una càrrega als laboratoris amb falta de personal. Això no obstant, a Williams v. Illinois, Kennedy va estar d'acord amb la interpretació de Scalia de l'esmena.

## Anàlisi del seu període a la Cort Suprema
Kennedy ha dictat sentències repetidament conservadores al llarg de l'exercici del càrrec, votant amb William Rehnquist amb tanta freqüència com qualsevol altre jutge des de 1992 fins al final de la Cort Rehnquist el 2005. En el seu primer mandat a la cort, Kennedy va votar amb Rehnquist el 92% de les vegades - més que cap altre jutge.
Després de 2005, quan Sandra Day O'Connor, que havia estat considerada com el "vot decisiu" de la cort, es va jubilar, Kennedy va rebre aquest títol. Kennedy és més conservador que l'antiga jutgessa O'Connor en assumptes de raça, religió i avortament i li desagrada intensament ser definit com el "vot decisiu".
A la Cort Roberts, Kennedy va decidir sovint el resultat dels casos. En el període 2008-2009, va votar amb la majoria el 92% de les vegades. En les 23 decisions en què els jutges van votar 5-4, Kennedy va votar amb la majoria en totes menys en cinc. D'aquestes 23, setze eren estrictament ideològiques i Kennedy es va unir al bàndol conservador onze cops i cinc, al liberal.
En el període 2010-2011, setze casos es van decidir amb un vot 5-4 i Kennedy va votar amb la majoria en 14 dels vots.

### Internacionalisme
Segons l'escriptor legal Jeffrey Toobin, a partir de 2003, Kennedy va esdevenir un dels partidaris més destacats de l'ús del dret estranger i internacional com a ajuda per a interpretar la Constitució dels Estats Units. Toobin veu aquesta consideració del dret internacional com el principal factor darrere les discrepàncies ocasionals de Kennedy amb la majoria dels companys conservadors. L'ús del dret internacional en les opinions de la Cort Suprema es remunten almenys al 1829, encara que segons Toobin, el seu ús en interpretar la Constitució en "qüestions bàsiques de llibertats individuals" va començar només a final dels anys noranta. Un perfil de Kennedy al Los Angeles Times el 14 de juny de 2008 es va centrar en la seva perspectiva internacional. Segons David Savage, Kennedy havia esdevingut un fort partidari d'interpretar les garanties de llibertat i igualtat d'acord amb la llei de drets humans moderna: "advocats i jutges han acabat creient que els principis bàsics de drets humans són comuns dels pobles del món."

### Crítica conservadora
Segons la reportera legal Jan Crawford, Kennedy atrau la ira dels conservadors quan no vota de la mateixa manera que els seus companys conservadors. El 2005 Tom DeLay va critica Kennedy per la seva dependència en el dret internacional i per dur a terme la seva recerca per Internet, titllant-lo d'activista judicial. Segons l'analista legal Jeffrey Toobin, alguns conservadors veuen les decisions a favor dels drets dels homosexuals i de l'avortament com traïcions. Segons Greenburg, les opinions "amargues" d'alguns moviments conservadors sobre Kennedy provenen del replantejament de posicions respecte l'avortament, la religió i la pena de mort (que Kennedy creu que no s'hauria d'aplicar a menors o discapacitats mentals).
Un article curt del 2008 per l'advocat retirat Douglas M. Parker a la revista jurídica The Green Bag acusava la major part del criticisme cap a Kennedy d'estar basat en psicologia popular i no en una anàlisi curosa de les seves opinions. El mateix Kennedy va respondre a les preocupacions sobre el seu activisme judicial dient que "una Cort activista és aquella que pren una decisió que no t'agrada."

## Altres activitats
Kennedy ha estat actiu també fora dels tribunals, demanant una reforma de les presons americanes superpoblades en un discurs davant l'American Bar Association. Passa els estius a Salzburg, Àustria, on ensenya dret internacional i americà a la Universitat de Salzburg en el marc del programa internacional de McGeorge School of Law i on assisteix sovint a grans conferències anuals de jutges internacionals. Defensant l'ús del dret internacional, el 2005 Kennedy va dir a l'escriptor del The New Yorker Jeffrey Toobin: "Per què li hauria d'importar a l'opinió pública mundial que les administracions americanes vulguin dur llibertat a pobles oprimits? No és perquè hi ha un interès mutu comú subjacent, una idea comuna compartida subjacent, una aspiració comuna compartida subjacent, un concepte unificat subjacent del que vol dir la dignitat humana? Crec que això és el que intentem dir a la resta del món, de totes maneres."
El gener de 2015, Kennedy va gravar una entrevista curta per Historic Mount Vernon sobre el paper crucial que va jugar George Washington en la redacció i interpretació inicial de la constitució.
Kennedy és un dels tretze jutges catòlics (cinc dels quals actualment en actiu) dels 113 jutges que ha tingut el Tribunal Suprem en la seva història.